# Heygendorf
Heygendorf – dzielnica miasta Artern w Niemczech, w kraju związkowym Turyngia, w powiecie Kyffhäuser. Do 31 grudnia 2018 jako samodzielna gmina wchodziła w skład wspólnoty administracyjnej Mittelzentrum Artern.